# Lédignan
Lédignan is een gemeente in het Franse departement Gard (regio Occitanie). De plaats maakt deel uit van het arrondissement Alès. Lédignan telde op 1 januari 2022 1.520 inwoners.

## Geografie
De oppervlakte van Lédignan bedroeg op 1 januari 2022 6,93 vierkante kilometer; de bevolkingsdichtheid was toen 219,3 inwoners per km².

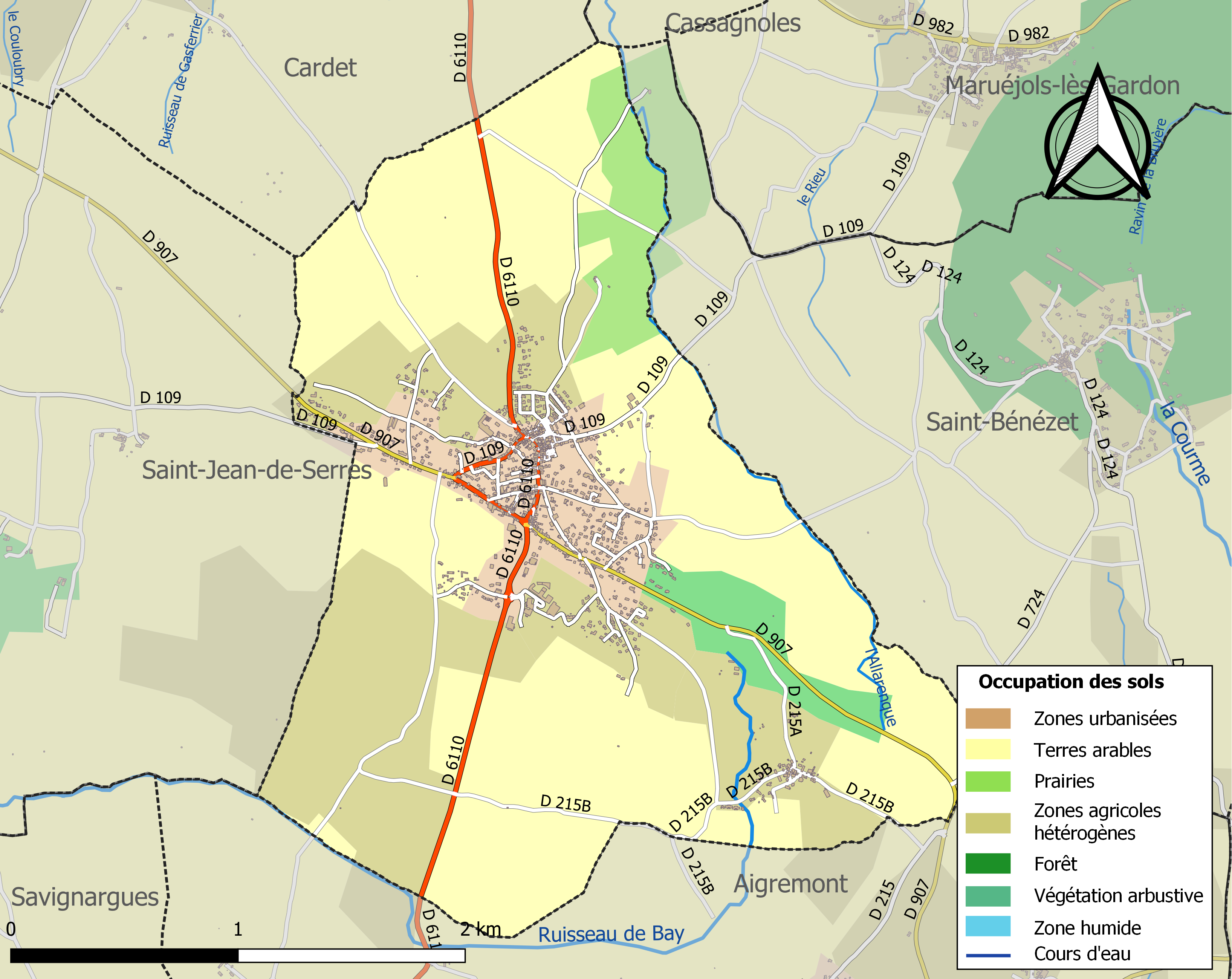
Kaart van de gemeente met belangrijkste infrastructuur, bodemgebruik en omliggende gemeenten

## Demografie
Onderstaande figuur toont het verloop van het inwonertal (bron: INSEE-tellingen).